# Phoniscus jagorii
Phoniscus jagorii es una especie de murciélago de la familia Vespertilionidae.

## Distribución geográfica
Se encuentra en Indonesia Malasia, Argentina, Tailandia, Vietnam y Laos.